# アクセル・シュルツ
アクセル・シュルツ（Axel Schulz、1968年11月9日 - ）は、ドイツ出身のプロボクサー。IBF世界ヘビー級王座に3度挑んだ。

## 来歴
1989年、モスクワ世界選手権91kg級で3位に入賞、銅メダルを獲得。
1990年10月5日、プロデビュー。
1992年9月19日、ドイツヘビー級王座決定戦でバーンド・フリードリッヒ（ドイツ）と対戦し、判定勝ちで王座を獲得。
1992年12月19日、EBUヨーロッパヘビー級王座決定戦でヘンリー・アキンワンデ（イングランド）と対戦し、判定ドロー。
1993年5月1日、EBUヨーロッパヘビー級王座決定戦でヘンリー・アキンワンデと再戦し、0-3の判定負け。プロキャリア初黒星となった。
1995年4月22日、IBF世界ヘビー級王座決定戦でジョージ・フォアマン（アメリカ）と対戦し、0-2の判定負けとなったがこの判定は物議を醸した。フォアマンはシュルツとの再戦を拒否したため、IBF王座を剥奪された。
1995年12月9日、IBF世界ヘビー級王座決定戦でフランソワ・ボタ（南アフリカ）と対戦し、1-2の判定負け。後日、ボタのステロイド剤使用が発覚し無効試合となった。
1996年6月22日、IBF世界ヘビー級王座決定戦でマイケル・モーラー（アメリカ）と対戦し、1-2の判定負け。
1999年9月25日、EBUヨーロッパヘビー級王座決定戦でウラジミール・クリチコ（ウクライナ）と対戦し、8回KO負け。この試合を最後に引退した。
2006年11月25日、7年2か月ぶりに復帰し、ブライアン・ミント（アメリカ）と対戦し、6回TKO負け。「もうトレーニングはしない」と語り、再び引退した。